# Live in Hollywood (album RBD)
Live in Hollywood – drugi album koncertowy meksykańskiej grupy RBD wydany w 2006 roku. 

## Lista utworów
1. Tras De Mí (Acoustic)
2. Me Voy (Acoustic)
3. Nuestro Amor (Acoustic)
4. Así Soy Yo (Acoustic)
5. Qué Fue Del Amor (Acoustic)
6. A Tu Lado (Acoustic)
7. No Pares (Acoustic)
8. Fuera (Acoustic)
9. Solo Para Ti (Acoustic)
10. Este Corazón (Acoustic)
11. Aún Hay Algo (Acoustic)
12. Qué Hay Detrás (Acoustic)
13. Feliz Cumpleaños (Acoustic)
14. Solo Quédate En Silencio (Hollywood Version)
15. No Pares (Studio Version)